# La Nouvelle Tribune (Tageszeitung)
La Nouvelle Tribune ist eine französischsprachige Tageszeitung aus dem westafrikanischen Staat Benin.

## Hintergrund
Gegründet wurde die Zeitung im Jahr 2001, eine eigene Website wurde im Jahr 2008 eingerichtet. In den ersten neun Jahren sei die Online-Leserschaft „um 1000 Prozent gewachsen“, so der damalige Leiter der Website im Sommer 2017. Zu der Zeit beschäftigte La Nouvelle Tribune als Online-Medium vier Journalisten sowie sechs weitere Personen.
Die Hohe Behörde für Audiovisuelles und Kommunikation untersagte mit einer Entscheidung vom 26. Juli 2018 „bis auf Weiteres“ das Erscheinen der Zeitung, was im Mai 2019 von einem Berufungsgericht rückgängig gemacht wurde. Die Suspendierung erfolgte aufgrund von Artikeln, die seitens der Medienaufsichtsbehörde als beleidigend für Präsident Patrice Talon angesehen wurden.

## Inhalte
Die Zeitung mit Redaktionssitz in Cotonou beschäftigt sich inhaltlich mit nationalen und internationalen Nachrichten, Sport, Wirtschaft, Kultur und Politik. La Nouvelle Tribune gilt als „regimekritische Zeitung“, die bei jedem Regierungswechsel als „Oppositionszeitung“ beschimpft werde, heißt es.